# Винсентова веверица
Винсентова веверица (лат. Paraxerus vincenti) је сисар из реда глодара и породице веверица (Sciuridae). 

## Распрострањење
Мозамбик је једино познато природно станиште врсте.

## Станиште
Винсентова веверица има станиште на копну.
Врста је по висини распрострањена до 1.850 метара надморске висине. 

## Угроженост
Ова врста се сматра угроженом.

## Популациони тренд
Популација ове врсте се смањује, судећи по расположивим подацима.